# 陳遷 (天順進士)
陳遷（1434年—1517年），字漢崇，號倦飛，福建興化府仙遊縣（今莆田市仙游縣）楓亭鎮霞街人，明朝政治人物。

## 生平
景泰四年（1453年）福建鄉試第一百六名。天順八年（1464年）進士第二甲第三名。授南京戶部主事，升員外郎、郎中，擢江西布政司右參議。寧王府跋扈。成化十八年（1482年），丁父忧去官。不再出仕。家居三十年，熱心鄉里。正德十二年（1517年）卒，年84岁。葬锦岭员山。

## 著作
存世有《仙溪志》及诗文若干。

## 家族
曾祖陳汝義，祖父陳彥麟，父陳亨，字德通，以字行。